# 李明足

李明足，中華民國臺南人，兒童繪本作家、講師。著有《看見》等繪本著作，看見這一本繪本躋進博客來全國前5名。

## 學歷
- 佛光大學中文與應用學系博士
- 國立臺東大學兒童文學研究所碩士[4]
- 高雄師範大學國文系[5]

## 經歷
- 2014年李明足與陳玉金、何華仁、祝建太、邱承宗、孫心瑜、黃郁欽、陶樂蒂、陳維霖等作家一起擔任由宜蘭縣政府文化局舉辦的蘭陽繪本創作營講師。[6]。
- 2015年全國巡迴文藝營李明足與李如青、林柏廷、孫心瑜、祝建太和謝鴻文一起擔任繪本兒童文學組講師。

## 得獎
- 全國生態文學獎（童話組）
- 蘭陽文學獎

## 作品
- 《看見》
- 《搜神故事集：穿越時空的送信人》，聯經，作者：李明足